# Box-Weltcup 1985
Die  4. Box-Wettbewerbe der Herren des Weltcups wurden vom 2. bis zum 6. November 1985 in Südkorea ausgetragen.

## Medaillengewinner
| Klasse                               | Gold                               | Silber                              | Bronze                                                      |
| Halbfliegengewicht (– 48 Kilogramm)  | Oh Kwang-soo Südkorea              | Supap Boonrod Thailand              | Rafael Ramos Puerto Rico Karimzhan Abdrachmanow Sowjetunion |
| Fliegengewicht (– 51 Kilogramm)      | Jose Rincones Venezuela            | Dieter Berg DDR                     | Kim Kwang-sun Südkorea Ricardo Cepeda Puerto Rico           |
| Bantamgewicht (– 54 Kilogramm)       | Moon Sung-kil Südkorea             | Jose Rodriguez Puerto Rico          | Ljubiša Simić Jugoslawien John Siryakibbe Uganda            |
| Federgewicht (– 57 Kilogramm)        | Juan Molina Puerto Rico            | Kelcie Banks Vereinigte Staaten     | Samson Chatschatrjan Sowjetunion David Ouma Kenia           |
| Leichtgewicht (– 60 Kilogramm)       | Torsten Koch DDR                   | Engels Pedroza Venezuela            | Derrick Robinson Vereinigte Staaten Kwon Hyun Kyu Südkorea  |
| Halbweltergewicht (– 63,5 Kilogramm) | Kim Ki Taek Südkorea               | Siegfried Mehnert DDR               | Nick Kakouris Vereinigte Staaten Alicio Morales Puerto Rico |
| Weltergewicht (– 67 Kilogramm)       | Israel Akopkochjan Sowjetunion     | Darryl Lattimore Vereinigte Staaten | Kim Tong Gil Südkorea Song Kyung-sup Südkorea               |
| Halbmittelgewicht (– 71 Kilogramm)   | Park Si Hun Südkorea               | Kevin Bryant Vereinigte Staaten     | Michael Timm DDR Ahn Dal Ho Südkorea                        |
| Mittelgewicht (– 75 Kilogramm)       | Henry Maske DDR                    | Adam Garland Vereinigte Staaten     | Danny Sherry Kanada Jose Silva Brasilien                    |
| Halbschwergewicht (– 81 Kilogramm)   | Nurmagomed Schanawasow Sowjetunion | Egerton Marcus Kanada               | Roberto Oviedo Argentinien Arin Basic Australien            |
| Schwergewicht (- 91 Kilogramm)       | Alexander Jagubkin Sowjetunion     | Jimmy Peau Neuseeland               | Michael Bent Vereinigte Staaten Domenico D’Amico Kanada     |
| Superschwergewicht (+ 91 Kilogramm)  | Wjatscheslaw Jakowljew Sowjetunion | Lennox Lewis Kanada                 | Isaac Barrientos Puerto Rico Juan Antonio Diaz Argentinien  |

## Medaillenspiegel
| Rang | Land               | Gold | Silber | Bronze | Gesamt |
| ---- | ------------------ | ---- | ------ | ------ | ------ |
| 1    | Südkorea           | 4    | 0      | 5      | 9      |
| 2    | Sowjetunion        | 4    | 0      | 2      | 6      |
| 3    | DDR                | 2    | 2      | 1      | 5      |
| 4    | Puerto Rico        | 1    | 1      | 4      | 6      |
| 5    | Venezuela          | 1    | 1      | 0      | 2      |
| 6    | Vereinigte Staaten | 0    | 4      | 3      | 7      |
| 7    | Kanada             | 0    | 2      | 2      | 4      |
| 8    | Thailand           | 0    | 1      | 0      | 1      |
| 8    | Neuseeland         | 0    | 1      | 0      | 1      |
| 10   | Argentinien        | 0    | 0      | 2      | 2      |
| 11   | Uganda             | 0    | 0      | 1      | 1      |
| 11   | Kenia              | 0    | 0      | 1      | 1      |
| 11   | Brasilien          | 0    | 0      | 1      | 1      |
| 11   | Jugoslawien        | 0    | 0      | 1      | 1      |
| 11   | Australien         | 0    | 0      | 1      | 1      |
|      | Gesamt             | 12   | 12     | 24     | 48     |